# Vattenstjärna
Vattenstjärna (Ricciocarpos natans) är en mossa i divisionen levermossor. Den är Östergötlands landskapsmossa.

## Beskrivning
Vattenstjärnan uppträder antingen flytande i vatten eller växande på barlagda stränder. Den har en stor bål som på undersidan har smala, hårlika fjäll, som då den flyter kan bli tämligen långa. När den växer på stränder sitter ofta flera bålar samlade i en rosett. Den återfinns ofta i stora mängder på ytan av näringsrika sjöar och åar i slättbygder, ofta bland vass.

## Utbredning
Vattenstjärnan är en sentida invandrare i Norden; den upptäcktes första gången i Finland 1856, i Danmark 1862 och i Sverige 1879 i Bällstaviken utanför Stockholm. Antagligen sprids den mestadels av sjöfåglar. I Tåkern, där den först påträffades 1890, återfinns den i stora mängder.
Utanför Norden återfinns arten över i stort sett hela världen.

## Namn
Släktnamnet Ricciocarpos är uppkallat efter det närstående släktet Riccia samt grekiskans karpos, 'frukt'. Släktet Riccia är i sin tur uppkallat efter den florentinske senatorn Pietro Francesco de' Ricci (1690–1751). Artepitetet natans betyder 'simmande'.

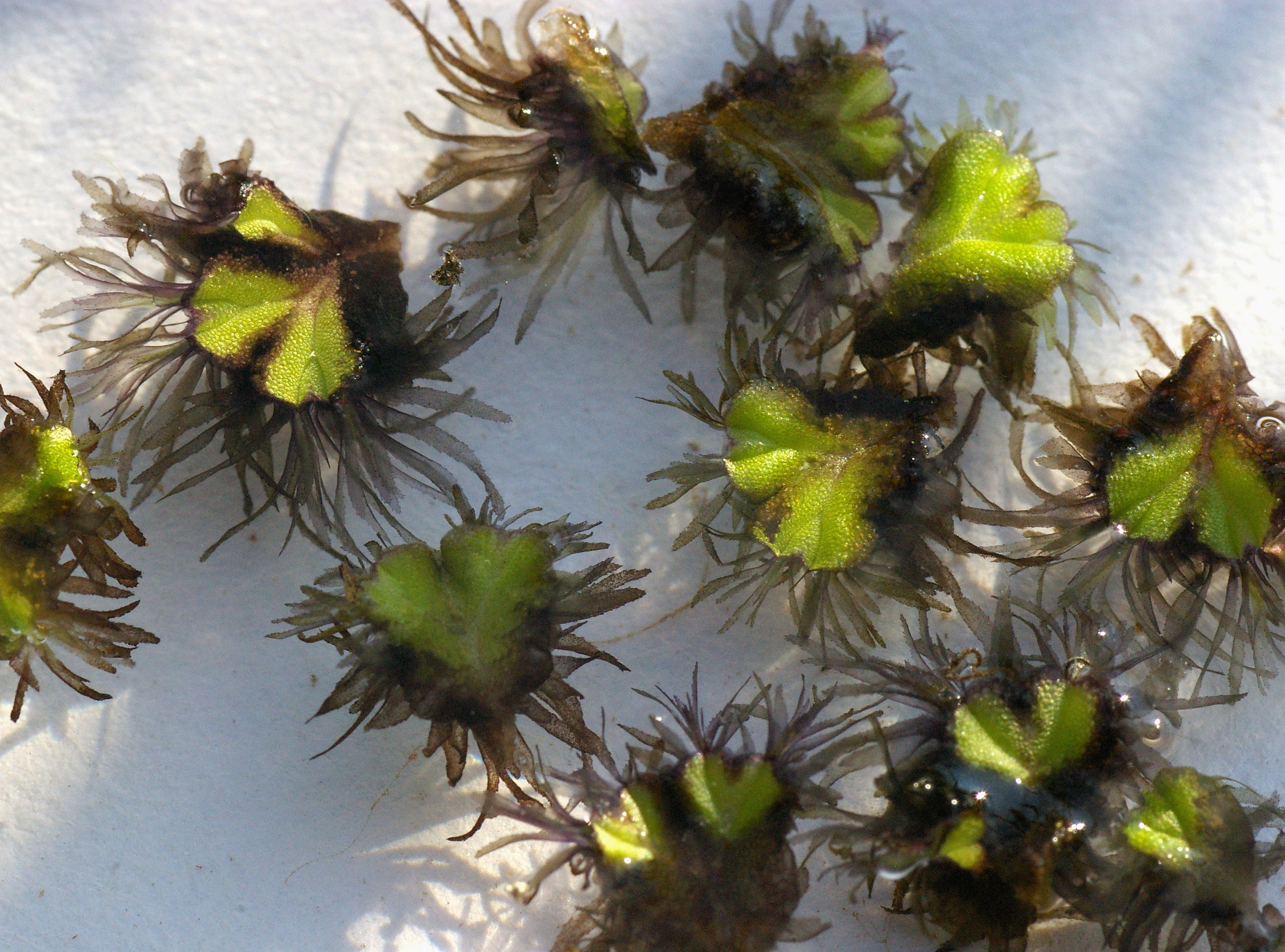
akvatisk form med långa fjäll
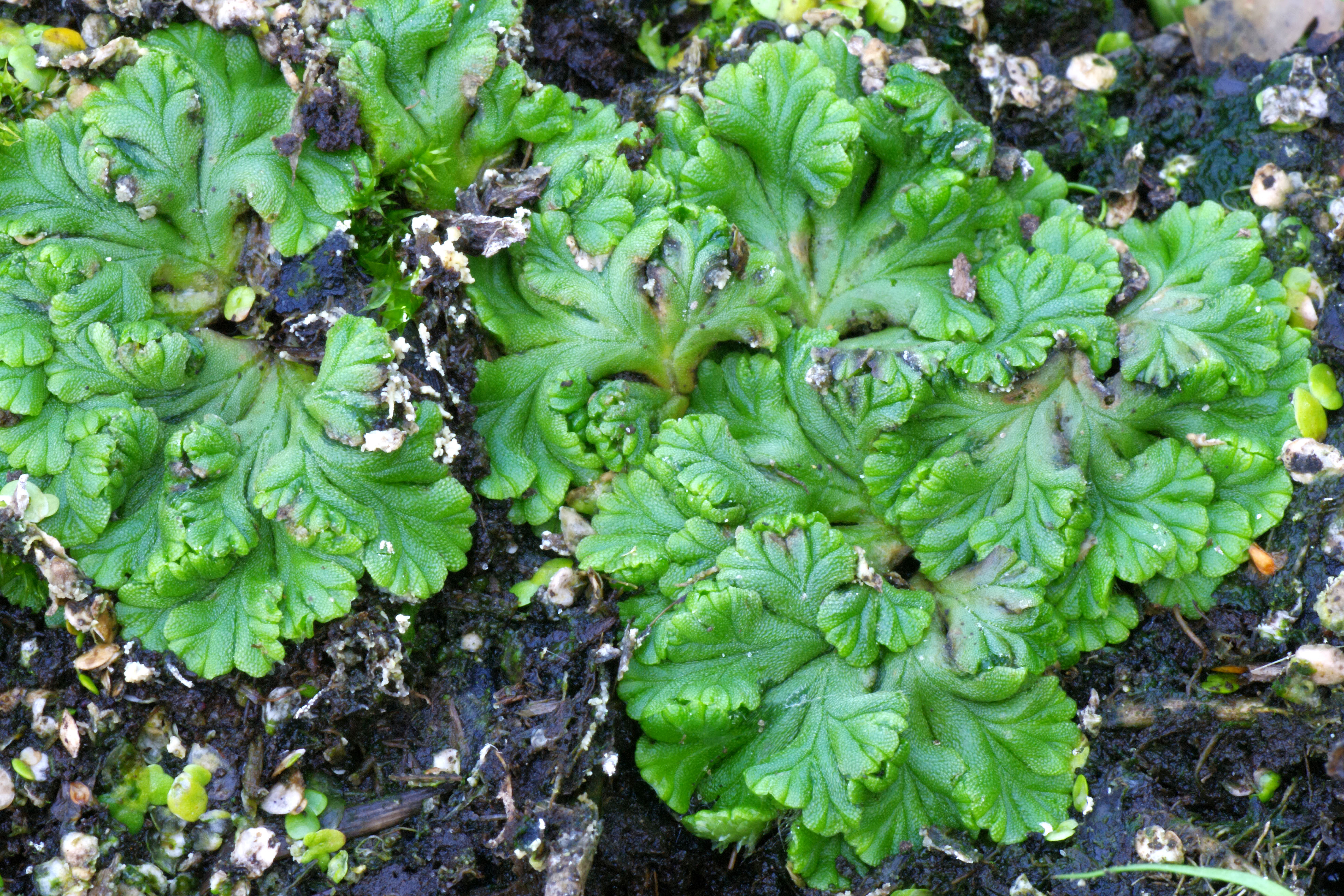
terrester form
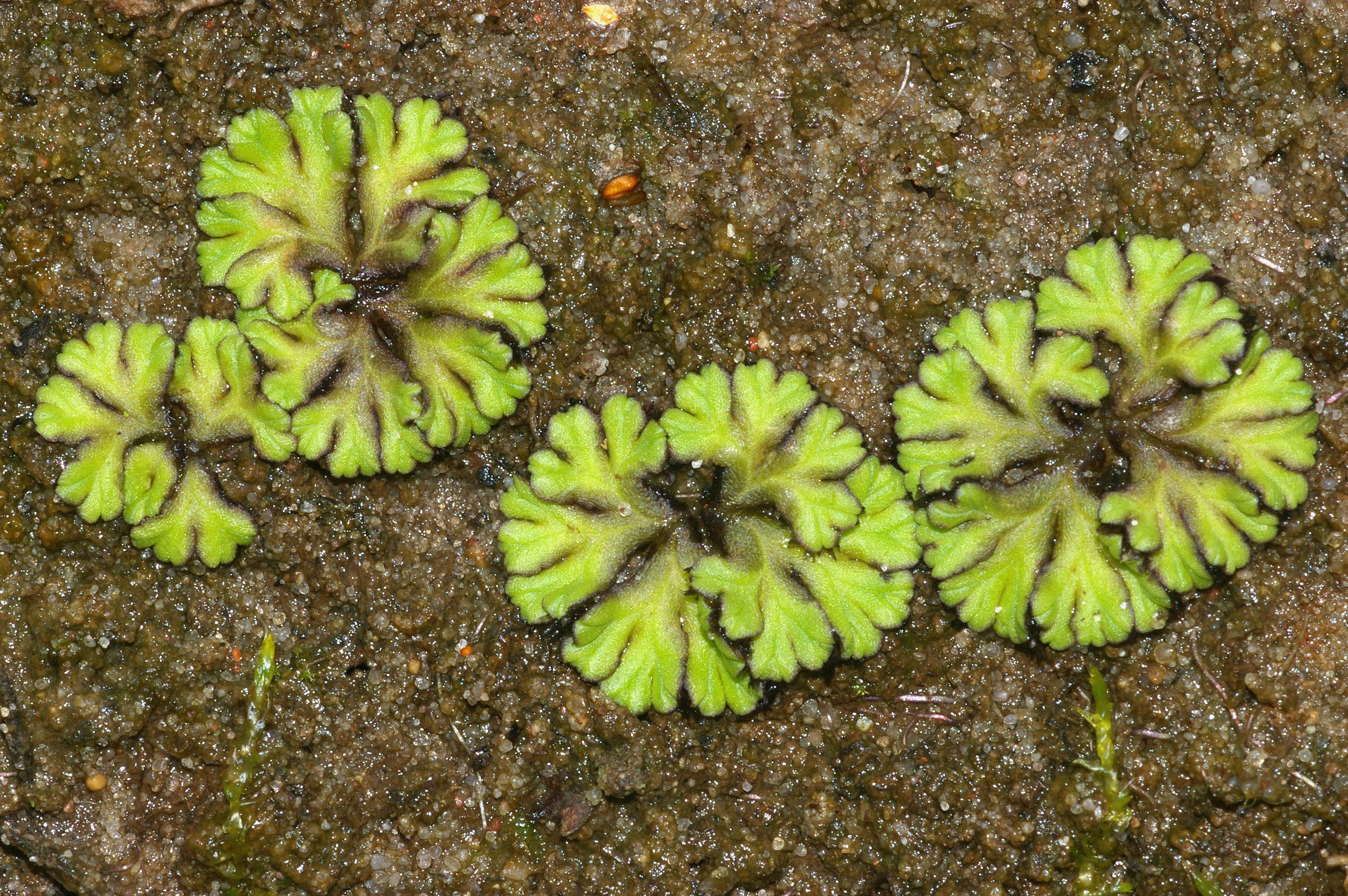
terrester form